# Anomala palopona
Anomala palopona är en skalbaggsart som beskrevs av Ohaus 1926. Anomala palopona ingår i släktet Anomala och familjen Rutelidae. Inga underarter finns listade i Catalogue of Life.